# Carl Monssen
Carl Henrik Monssen (ur. 13 lipca 1921 w Bergen, zm. 25 lutego 1992 tamże) – norweski wioślarz, brązowy medalista olimpijski.
Wystąpił na igrzyskach olimpijskich w Londynie w 1948 roku, gdzie Norwegowie w składzie: Kristoffer Lepsøe, Thorstein Kråkenes, Hans Hansen, Halfdan Gran Olsen, Harald Kråkenes, Leif Næss, Thor Pedersen, Carl Monssen i Sigurd Monssen (sternik, starszy brat Carla) wywalczyli srebrny medal w ósemkach. W finale o 13,6 sekundy przegrali z osadą Stanów Zjednoczonych, a o 3,4 sekundy szybsi byli Brytyjczycy. Był to jego jedyny start olimpijski.
Ponadto zdobył srebrny medal w czwórce bez sternika na mistrzostwach Europy w Kopenhadze (1953) i brązowy w tej samej konkurencji na mistrzostwach Europy w Amsterdamie (1949).